# بخش‌های دپارتمان وانده
بخش‌های دپارتمان وانده (انگلیسی: Arrondissements of the Vendée department) بخش‌های دپارتمان وانده (انگلیسی: Arrondissements of the Vendée department) شامل ۳ بخش به شرح زیر است:
1. بخش فونتونه-لو-کمت با ۱۱۲ کمون (فرانسه) و جمعیت ۱۳۱ هزار نفر در سال ۲۰۱۳ می‌باشد.
2. بخش لروش-سور-یون با ۸۱ کمون (فرانسه) و جمعیت ۲۸۳ هزار نفر در سال ۲۰۱۳ می‌باشد.
3. بخش له سبل-دولون با ۷۴ کمون (فرانسه) و جمعیت ۲۴۰ هزار نفر در سال ۲۰۱۳ می‌باشد.